# Међународна ваздухопловна федерација
Међународна ваздухопловна федерација (фр. Fédération Aéoranutique Internationale - FAI) је међународна организација спортског ваздухопловства. Уз генерална питања ваздухопловства, бави се и потврђивањем ваздухопловних рекорда. Формирана је 1905. а сједиште је у Лозани Швајцарска.
Од Првог светског рата бави се уређивањем прописа у области спортске, туристичке и приватне авијације. Знатно доприноси развоју падобранства, моделарства и једриличарства. Има комисије које се баве одређеним гранама: авијација, једриличарство, астронаутика, хеликоптерски лет, падобранство, балонство и тако даље.
У Међународну ваздухопловну федерацију је 1971. било учлањено 46 држава. СФРЈ је била стални члан ФАИ од 1954.

## Историја
ФАИ је основана 14. октобра 1905. године у Паризу, на иницијативу аеро-клубова Француске, Белгије и Немачке, на бази препорука Међународнг олимпијског комитета. (МОК). Конференцији су присуствовали представници из 8 земаља: Белгије (Краљевски аеро клуб Белгије, основан 1901), Француске (Аеро клуб Француске, 1898), Њемачке (Немачки аеро клуб), Велике Британије (Краљевски аеро клуб, 1901), Италије (Аеро клуб Италије, 1904), Шпаније (Реал аеро клуб Шпаније, 1905), Швајцарске (Аеро клуб Швајцарске, 1900) и Сједињених Држава (Аеро клуб Америке, 1905).
Дана 2. фебруара 2017. ФАИ је најавио ново стратешко партнерство са међународном фирмом за управљање имовином Нусфер венчурс. Генерални секретар ФАИ-а Сусана Шедел, председник ФАИ Фритс Бринк и директор Нусфер венчурса Макс Пољаков потписали су споразум, чиме је Нусфер венчурс постала глобални технички партнер ФАИ.

## Активности
Главни задатак ФАИ био је стварање одредаба за одржавање и контролу спортских такмичења у свим категоријама ваздухопловствних спортова и правила за постављање и хомологизацију рекорда.
Циљеви ФАИ су: ширење ваздухопловне мисли у свету; развијање солидарности међу ваздухопловцима свих земаља; дефинисање и одбрана начела која доприносе унапређењу ваздухопловства; отклањање препрека развоју спортске авијације; подстицање авијације уопште, посебно лаке моторне авијације, ваздухопловног спорта и туризма у свим ваздухопловним гранама; обезбеђење летења путем међународних правилника, контрола и унапређивање постигнутих резултата у спортском ваздухопловству, проучавање развоја астронаутике и свемирских летова, ако они улазе у оквир активностиФАИ, посебно ради установљења рекорда.
ФАИ се састоји од октивних и придружених чланова. Активним члановима ФАИ постају национални аеро-клубови који успешно развијају више грана ваздухопловног спорта. Национални аеро-клубови који развијају само једну грану и они клубови који тек почињу да се баве активностима спортског ваздухопловства постају придружени чланови. Највећи орга ФАИ је Генерална конференција, која се одржава сваке године у другој земљи. Управни орган између две генералне конференције је Савет (Consiel) ФАИ, који чине представници свих активних чланова. Савет се састаје најмање једном годишње. Извршни орган ФАИ је Биро, који сачињавају председник, први потпредседник, генерални директор, благајник и представници осам националних аеро-клубова које Бира Генерална конференција тајним гласањем.
Деловање ФАИ се одвија путем комисија надлежних за одговарајуће гране делатности. Сталне комисије ФАИ су:
- (ЦАСИ) Међународна спортска комисија,
- (ЦИАЛТА) Међународна комисија за лаку авијацију и ваздухопловни туризам,
- (ЦВСМ) Међународна једриличарска комисија,[7]
- (ЦИА) Међународна балонска комисија,[8]
- (ЦИМП) Међународна медицинска комисија,
- (ЦИАМ) Међународна моделарска комисија,[9]
- (ЦИП) Међународна падобранска комисија,[10]
- (ЦИГ) Међународна хеликоптерска комисија,[11]
- (ЦИЕА) Међународна комисија за ваздухопловно васпитање, хеликоптерска комисија,
- (ЦИВА) Међународна акробатска комисија[12] и
- (ЦИАСТР) Међународна астронаутичка комисија.
- (ГАЦ) Комисија за општу авијацију (енгл. General Aviation Commission)[13]
- (ЦИВЛ) Међународна комисија за слободне летове (енгл. Commission Internationale de Vol Libre)[14]
- (ЦИАЦА) Међународна комисија за ваздухопловне конструкције за аматере (енгл. Commission Internationale des Aéronefs de Construction Amateur)[15]
- (ЦИМА) Међународна комисија за микроавиацију (енгл. Commission Internationale de Microaviation)[16]

Краљевски југословенски аеро-клуб Наша крила примљен је у ФИА одмах по оснивању тридесетих година прошлог века, које престаје почетком Другог светског рата. Послерати новоосновани Ваздухопловни савез Југославије обнавња чланство у ФАИ 1950. године.

## Спортови
- Аеромоделарство (моделовање (свемирска модулација) - свемирско моделовање)
- Аматерски-направљени и експериментални авиони
- Летење балоном
- Дронови
- Општа авијација
- Једриличарство
- Змајарство[17][18][19]
- Ултралако[20][21] и параглајдерско[22][23] ваздухопловство
- Параглајдинг[24]
- Акробатика са моторним авионом и једрилицом
- Ротокоптер[25]
- Падобранство (скакање падобраном)
- Простор